# Кондратьєв Степан Іванович
Кондратьєв Степан Іванович (Стефан) — полковник сумський, дворянин.

## Біографія
Народився в 1730 роках , у сім'ї Кондратьєвих, мати була полячка тому його також називали на польський  кшталт Стефаном .За орлиними зв'язками зміг стати полковником сумським. Своєю резиденцією обрав селище Низи. За своє недовге правління багато чого побудував, найбільш відомим його будівництвом була Миколаївська Церква у Сумах 1753 року будівництва. У ній він і помер у 1768?.